# Ла-Каньяда-Флінтридж (Каліфорнія)
Ла-Каньяда-Флінтридж (англ. La Cañada Flintridge) — місто (англ. city) в США, в окрузі Лос-Анджелес штату Каліфорнія. Населення — 20 573 особи (2020).

## Географія
Ла-Каньяда-Флінтридж розташована за координатами 34°12′38″ пн. ш. 118°12′0″ зх. д. / 34.21056° пн. ш. 118.20000° зх. д. (34.210530, -118.200137).  За даними Бюро перепису населення США в 2010 році місто мало площу 22,39 км², з яких 22,35 км² — суходіл та 0,04 км² — водойми.

### Клімат
| Клімат : Ла-Каньяда-Флінтридж | Клімат : Ла-Каньяда-Флінтридж | Клімат : Ла-Каньяда-Флінтридж | Клімат : Ла-Каньяда-Флінтридж | Клімат : Ла-Каньяда-Флінтридж | Клімат : Ла-Каньяда-Флінтридж | Клімат : Ла-Каньяда-Флінтридж | Клімат : Ла-Каньяда-Флінтридж | Клімат : Ла-Каньяда-Флінтридж | Клімат : Ла-Каньяда-Флінтридж | Клімат : Ла-Каньяда-Флінтридж | Клімат : Ла-Каньяда-Флінтридж | Клімат : Ла-Каньяда-Флінтридж | Клімат : Ла-Каньяда-Флінтридж |
| Показник                      | Січ.                          | Лют.                          | Бер.                          | Квіт.                         | Трав.                         | Черв.                         | Лип.                          | Серп.                         | Вер.                          | Жовт.                         | Лист.                         | Груд.                         | Рік                           |
| Абсолютний максимум, °C       | 33,9                          | 33,3                          | 35,6                          | 40,6                          | 38,9                          | 43,3                          | 43,3                          | 41,7                          | 43,3                          | 42,2                          | 36,7                          | 33,9                          | 43,3                          |
| Середній максимум, °C         | 17,7                          | 18,6                          | 21,4                          | 24,6                          | 25,1                          | 28,6                          | 31,9                          | 32,9                          | 31,8                          | 28,4                          | 21,4                          | 17,3                          | 25,0                          |
| Середній мінімум, °C          | 5,7                           | 7,1                           | 8,3                           | 10,1                          | 11,7                          | 14,0                          | 16,3                          | 16,9                          | 15,4                          | 12,7                          | 8,6                           | 5,2                           | 11,0                          |
| Абсолютний мінімум, °C        | −5                            | −8,3                          | −5                            | 1,1                           | 2,8                           | 5,0                           | 7,2                           | 8,9                           | 6,7                           | 2,8                           | −1,7                          | −3,3                          | −8,3                          |
| Норма опадів, мм              | 114                           | 127                           | 111                           | 31                            | 11                            | 5                             | 1                             | 5                             | 12                            | 17                            | 38                            | 62                            | 534                           |
| ----------------------------- | ----------------------------- | ----------------------------- | ----------------------------- | ----------------------------- | ----------------------------- | ----------------------------- | ----------------------------- | ----------------------------- | ----------------------------- | ----------------------------- | ----------------------------- | ----------------------------- | ----------------------------- |
| Джерело:                      |                               |                               |                               |                               |                               |                               |                               |                               |                               |                               |                               |                               |                               |

## Демографія
Згідно з переписом 2010 року, у місті мешкало 20 246 осіб у 6849 домогосподарствах у складі 5768 родин. Густота населення становила 904 особи/км².  Було 7089 помешкань (317/км²).
Расовий склад населення:
| - 68,9 % — білих - 25,8 % — азіатів - 0,5 % — чорних або афроамериканців - 0,1 % — корінних американців - 1,2 % — осіб інших рас |

До двох чи більше рас належало 3,4 %. Частка іспаномовних становила 6,3 % від усіх жителів.
За віковим діапазоном населення розподілялося таким чином: 26,3 % — особи молодші 18 років, 58,0 % — особи у віці 18—64 років, 15,7 % — особи у віці 65 років та старші. Медіана віку мешканця становила 45,9 року. На 100 осіб жіночої статі у місті припадало 94,7 чоловіків;  на 100 жінок у віці від 18 років та старших — 91,1 чоловіків також старших 18 років.
Середній дохід на одне домашнє господарство  становив 220 363 долари США (медіана — 156 883), а середній дохід на одну сім'ю — 240 754 долари (медіана — 174 474). Медіана доходів становила 111 168 доларів для чоловіків та 75 063 долари для жінок. За межею бідності перебувало 2,5 % осіб, у тому числі 1,6 % дітей у віці до 18 років та 3,4 % осіб у віці 65 років та старших.
Цивільне працевлаштоване населення становило 9135 осіб. Основні галузі зайнятості: освіта, охорона здоров'я та соціальна допомога — 26,7 %, науковці, спеціалісти, менеджери — 18,6 %, фінанси, страхування та нерухомість — 14,2 %.